# Giacomo Simonelli
Giacomo Simonelli (Napoli, ...) è un compositore, arrangiatore e cantante italiano.

## Biografia
Dopo aver studiato pianoforte al conservatorio, inizia la carriera nel gruppo beat dei Dinamici, con cui incide i primi 45 giri.
Il gruppo cambia, nel corso degli anni, la formazione, con Simonelli come componente fisso; il complesso originale è formato da Giacomo Simonelli al pianoforte, Enzo Cassese al basso, Tonino Quindici alla chitarra, Nino Avella alla batteria, Armando Napoletano alla voce, ed Attilio Valente alle percussioni.
Dopo un periodo di inattività, causato da alcuni problemi di salute di Tonino Quindici, Simonelli riforma i Dinamici con questa formazione: Giacomo Simonelli al pianoforte, Pino De Mitry alla voce, Enzo Nicolella al sax, Enzo Cassese al basso, Lino Pignatiello alla batteria, e Mario Centomani alla chitarra.
Con questa formazione il gruppo debutta discograficamente con il 45 giri Soggetto originale/Pecchè e ne pubblica un secondo quattro anni dopo, Lontano da te/Una di quelle; dopodiché il gruppo si scioglie, ed i vecchi componenti Tonino Quindici e Nino Avella riformano i Dinamici con altri due musicisti (Ciro Di Monda al basso e Bruno Tramontano al pianoforte).
Simonelli forma poi i Tatakò, con cui incide un 45 giri di protesta, 1000 voci a Buchenwald, nel 1967.
Entra poi come arrangiatore alla RCA Italiana, e collabora con i suoi concittadini Il Balletto di Bronzo, per cui arrangia l'album di debutto, Sirio 2222, e scrive gran parte delle canzoni (una di esse, Un posto, in collaborazione con il saxofonista e clarinettista Enzo Gioieni); in questo periodo inizia la collaborazione con Emilio Iarrusso, con cui scriverà moltissime canzoni, tra cui Ombre blu per i The Rokes e Ma non c'eri tu per i Bertas
Nella colonna sonora del film 5 bambole per la luna d'agosto, diretto nel 1969 da Mario Bava, è contenuta la canzone Ti risveglierai con me, incisa da Il Balletto di Bronzo, scritta da Simonelli, Iarrusso e Piero Umiliani.
Sempre per l'RCA Italiana, collabora con Gabriella Ferri, arrangiando nel 1970 l'album ...Lassatece passà, il terzo inciso dalla popolare cantante romana.
Nel 1971 firma un contratto per la Decca Records, partecipando a Un disco per l'estate 1971 con Ho negli occhi lei.
Il primo album, In discoteca è del 1975, e nonostante il titolo si tratta di un album di progressive, il cui lato B è occupato da una suite strumentale; la copertina è realizzata da Lino Vairetti e Massimo Guarino degli Osanna, ed alla registrazione collabora alle chitarre Fausto Mesolella.
Nel 1977 ottiene un buon risultato come autore, classificandosi al terzo posto del Festival di Sanremo 1977 con Monica, presentata dai Santo California; per il gruppo, suo concittadino, scrive anche altre canzoni, tra cui Manuela amore, scritta insieme a Giulio Todrani, il padre di Giorgia.
Il secondo album viene pubblicato nel 1979 per la Fonit Cetra.
Ha collaborato inoltre anche con il cantastorie Silvano Spadaccino, con il jazzista Luigi Snichelotto e con il cantante melodico napoletano Dario Rustichelli; è stato inoltre l'autore della musica dell'unico 45 giri inciso dal calciatore Juary, Sarà così, nel 1981.
Nel 1984 ha realizzato gli arrangiamenti per l'album La nave dei folli di Mario D'Alessandro.
Nel 1998 ha realizzato un cd insieme al Coro Polifonico Franchino Gaffurio.
Nel 2007 collabora con i Magni Animi Viri per la realizzazione dell'opera rock Heroes Temporis; in occasione della registrazione dell'album arrangia le parti orchestrali e dirige la Bulgarian Symphony Orchestra.

## Le principali canzoni scritte da Giacomo Simonelli
| Anno | Titolo                 | Autori del testo                     | Autori della musica                  | Interpreti            |
| ---- | ---------------------- | ------------------------------------ | ------------------------------------ | --------------------- |
| 1967 | Cammini                | Emilio Iarrusso                      | Giacomo Simonelli                    | Tina Polito           |
| 1968 | È il Giorno dell'Amore | Emilio Iarrusso                      | Giacomo Simonelli                    | Tina Polito           |
| 1968 | Tu Sei Ogni Cosa       | Emilio Iarrusso                      | Giacomo Simonelli                    | Tina Polito           |
| 1969 | Ma Non C'eri Tu        | Emilio Iarrusso                      | Giacomo Simonelli                    | Bertas                |
| 1969 | Ti Risveglierai Con Me | Giacomo Simonelli ed Emilio Iarrusso | Piero Umiliani                       | Il Balletto di Bronzo |
| 1969 | Ombre Blu              | Emilio Iarrusso                      | Giacomo Simonelli                    | The Rokes             |
| 1969 | Neve Calda             | Emilio Iarrusso                      | Giacomo Simonelli                    | Il Balletto di Bronzo |
| 1970 | Eh Eh Ah Ah            | Giacomo Simonelli                    | Giacomo Simonelli                    | Il Balletto di Bronzo |
| 1970 | Un Posto               | M. Della Bruna                       | Giacomo Simonelli e Vincenzo Gioieni | Il Balletto di Bronzo |
| 1970 | Ciao Amore Mio         | Franco Califano                      | Giacomo Simonelli                    | Enzo Samaritano       |
| 1970 | ...E l'Amore           | Franco Califano                      | Giacomo Simonelli                    | Enzo Samaritano       |
| 1970 | Ma Ti Aspetterò        | Giacomo Simonelli                    | Giacomo Simonelli                    | Il Balletto di Bronzo |
| 1970 | Girotondo              | Giacomo Simonelli                    | Giacomo Simonelli                    | Il Balletto di Bronzo |
| 1970 | Incantesimo            | Giacomo Simonelli                    | Giacomo Simonelli                    | Il Balletto di Bronzo |
| 1970 | Meditazione            | M. Della Bruna                       | Giacomo Simonelli                    | Il Balletto di Bronzo |
| 1970 | Missione Sirio 2222    | Giacomo Simonelli                    | Giacomo Simonelli                    | Il Balletto di Bronzo |
| 1970 | Sì Mama Mama           | Eleonora Mazzocchi                   | Giacomo Simonelli                    | Il Balletto di Bronzo |
| 1971 | Manca l'Uomo           | Giacomo Simonelli                    | Giacomo Simonelli                    | Tony Caprio           |
| 1971 | Ivania                 | Giacomo Simonelli                    | Giacomo Simonelli                    | Tony Caprio           |
| 1972 | Io l'Amo di Più        | Giampiero Scalamogna                 | Giacomo Simonelli                    | Mario Musella         |
| 1974 | Primavera              | Emilio Iarrusso                      | Giacomo Simonelli                    | Mario Musella         |
| 1976 | Accarezzame Accussì    | Emilio Iarrusso                      | Giacomo Simonelli                    | Romolo Fiore          |
| 1976 | I'Voglio Bene a Te     | Emilio Iarrusso                      | Giacomo Simonelli                    | Romolo Fiore          |
| 1976 | Vivrò                  | Elio Palumbo                         | Giacomo Simonelli e Paolo Pinna      | Paco Andorra          |
| 1977 | Monica                 | Elio Palumbo                         | Giacomo Simonelli e Paolo Pinna      | Santo California      |
| 1977 | Aspetterò              | Elio Palumbo                         | Giacomo Simonelli e Paolo Pinna      | Franco Tortora        |
| 1978 | Manuela Amore          | Elio Palumbo                         | Giacomo Simonelli e Giulio Todrani   | Santo California      |
| 1979 | Volare In Due          | Emilio Iarrusso                      | Giacomo Simonelli                    | Giacomo Simonelli     |
| 1979 | Io Ti Amo              | Emilio Iarrusso                      | Giacomo Simonelli                    | Giacomo Simonelli     |
| 1980 | Fiori a Milano         | Emilio Iarrusso                      | Giacomo Simonelli                    | Ivana Monti           |
| 1980 | Chi Nasce Quadro       | Emilio Iarrusso                      | Giacomo Simonelli                    | Ivana Monti           |
| 1980 | Gabbia                 | Emilio Iarrusso                      | Giacomo Simonelli                    | Ivana Monti           |
| 1980 | Noi Due Insieme        | Emilio Iarrusso                      | Giacomo Simonelli                    | Ivana Monti           |
| 1981 | Sarà Così              | Emilio Iarrusso                      | Giacomo Simonelli e Pasquale Minieri | Juary                 |
| 1981 | Ciao Ciao Ciao         | Emilio Iarrusso                      | Giacomo Simonelli                    | Mino Reitano          |
| 1981 | Nu Soldo 'e Poesia     | Emilio Iarrusso                      | Giacomo Simonelli                    | Mino Reitano          |
| 1981 | Napule Mia             | Emilio Iarrusso                      | Giacomo Simonelli e Mino Reitano     | Mino Reitano          |
| 1981 | Canzone d'Ammore       | Emilio Iarrusso e Gino Martinisi     | Giacomo Simonelli e Franco Reitano   | Mino Reitano          |
| 1981 | Jammucenne             | Emilio Iarrusso                      | Giacomo Simonelli                    | Mino Reitano          |
| 1984 | Santi Indiavolati      | Emilio Iarrusso                      | Giacomo Simonelli                    | Giacomo Simonelli     |
| 1984 | Magia                  | Emilio Iarrusso                      | Giacomo Simonelli                    | Giacomo Simonelli     |

## Discografia parziale

### Album
- 1975 – In discoteca (Bella Record, BRLP 10027)

### Singoli
- 1964 – Twist ok twist/Due strade (EMG, DN 155; con i Dinamici)
- 1964 – Soggetto originale/Pecchè (EMG, DN 156; con i Dinamici)
- 1966 – Lontano da te/Una di quelle (Crea Records, CR 5001; con i Dinamici)
- 1967 – 1000 voci a Buchenwald/Don don (Italbeat, FC 2261; con i Tatakò)
- 1968 – Un sogno d'amore/Metti la testa a posto (Dinfo, LC 68003; con i Tatakò)
- 1971 – Ho negli occhi lei/Per il tuo amore (Decca Records, C 17016)
- 1976 – L'amore/Povero piccolo amore mio (Yep, 00673)
- 1978 – Un amore che cos'è/...e questa musica (Fonit Cetra, SP 1686)
- 1979 – Volare in due/Io ti amo (Fonit Cetra, SP 1704)
- 1980 – FInimondo/Inferno e Paradiso (Fonit Cetra, SP 1730)
- 1981 – Napoli canzone stanca/Vivere a Venezia (Fonit Cetra, SP 1756)
- 1981 – Si vuotano gli arsenali/Luci al neon (Leep Records, LE 1004)
- 1982 – Suonname/Vesuvio (Showmusic Records, ZBSH 7218)